# برکا فیلد
برکا فیلد (انگلیسی: Rebecca Field؛ زادهٔ ) یک هنرپیشه اهل ایالات متحده آمریکا است.